# Lumnic, Mehedinți
Lumnic este un sat în comuna Prunișor din județul Mehedinți, Oltenia, România.